# Anima Tactics
Anima: Tactics est un jeu de figurines ayant pour cadre Gaïa, l'univers fictif du jeu de rôle Anima: Beyond Fantasy.
Les figurines font 32 mm de haut. Chaque figurine représente un personnage unique. Le joueur dispose également de cartes d'avantage, qui valent un certain nombre de points.
Les personnages ont une allégeance (Lumière, Obscurité ou neutre) et font partie d'une faction.
Anima: Tactics n'est pas un jeu de figurine à collectionner, mais certaines figurines, Celia et Khaine-D'Lacreu, font l'objet d'une édition limitée dans laquelle elles ont une pose différente.
Chaque année depuis 2007, un championnat allemand et européen se déroulent à la Dreieich Con (près de Francfort, Allemagne). Depuis 2008, un championnat américain se déroule à la Gen Con d'Indianapolis
Le classement européen actuel est : 
| 2014 | Benjamin Effer « Renjie », Allemagne | Andrej Plancak « Woo », Allemagne | Marcin Marciniak « Martini », Poland |